# Aeroporto di Massa-Cinquale
L'aeroporto dei Marmi - Massa-Versilia (IATA: QIQ, ICAO: LILQ) è posto nel Comune di Massa, nella frazione di Poveromo, ad 8,65 km dal centro di Massa e 2,1 km da Forte dei Marmi.
Lo scalo è aperto al traffico turistico nazionale e comunitario, è base operativa di Elisoccorso 118 H24 e Servizio antincendio boschivo della Regione Toscana, punto base provinciale della Protezione Civile e base operativa stagionale di primarie compagnie che operano nel settore della pubblicità aerea. Diverse sono le compagnie private di Aero ed Elitaxi che operano sullo scalo.

## Storia
La nascita dell'Aeroporto di Massa-Cinquale avviene attorno al 1912; infatti già nel 1915 l'aeroporto di Massa-Cinquale era in esercizio, messo a punto durante la prima guerra mondiale. Esso rappresentava la base d'appoggio della Società Italiana Prodotti Esplodenti (S.I.P.E.). Dotato di hangar capaci e di officine di riparazione, questo aeroporto era predisposto al veloce recupero degli aerei danneggiati al fronte, durante il secondo conflitto mondiale.
Il Comune di Massa nel 1948 acquistò dai conti Astaldi i 250 000 metri quadrati sui quali insiste oggi l'aeroporto affinché su tale area sorgesse l'aeroporto Comunale, mantenendo, così, inalterate la modalità d'impiego di un appezzamento da sempre utilizzato nel settore aeronautico. Grazie a queste finalità di alto valore sociale, da tutti apprezzate, l'amministrazione comunale ottenne da parte del prefetto della provincia di Massa-Carrara con decreto 8 luglio 1950 n°9625 le previste autorizzazioni di legge per ad acquistare i terreni allo scopo di impiantarvi un aeroporto ai sensi della legge 15/10/1925 n°2578. Il Comune acquistò il terreno ad un prezzo sensibilmente inferiore rispetto a quello di mercato (L. 15.500.000) e beneficiò delle agevolazioni di natura fiscale connesse all'utilizzo del bene per finalità di pubblico interesse.
La delibera del consiglio comunale del 24 gennaio 1948 prevedeva l'acquisto del terreno la ristrutturazione di alcuni fabbricati esistenti, la normale manutenzione della pista di atterraggio e decollo, ma anche la volontà di delegare ad altri la successiva gestione dell'impianto. Per questo furono intrapresi contatti con la Società di navigazione aerea e l'aeroporto conobbe la sua maggiore attività nel periodo 1966/1968 con il collegamento aereo con Cortina D'Ampezzo, Milano, l'Elba, con regolari voli di linea utilizzando velivoli Pilatus Turbo Porter, i Twin Otter e i De Havilland Skyvan. Nel 1962 si costituì l'Aero Club Marina di Massa che venne riconosciuto Ente Morale con DPR n°534 del 22/05/1978. Nel 1980 viene stipulata una convenzione che regolarizza l'uso dell'aeroporto tra il Comune di Massa e l'Aero Club Marina di Massa, che deve operare essenzialmente per lo sviluppo delle attività aeronautiche, prima tra tutte la scuola di pilotaggio e la gestione dell'intera struttura, pagando un regolare canone di affitto.
Il 5 agosto 1951 l'Aeroclub apuano organizzò in questo aeroporto il primo avioraduno.
Il 10 agosto 2016 l'aeroporto viene intitolato a Gino Brizzolari e Pietro Massoni.
Dal 26 marzo 2025, l'aeroporto passa in gestione alla TrueStar Real Estate per 15 anni, e cambia nome in Aeroporto dei Marmi Massa-Versilia